# Myelochroa supraflava
Myelochroa supraflava är en lavart som beskrevs av Canêz & Marcelli. Myelochroa supraflava ingår i släktet Myelochroa och familjen Parmeliaceae.   Inga underarter finns listade i Catalogue of Life.